# White Plains, Kentucky
White Plains är en ort i Hopkins County i delstaten Kentucky, USA.